# Selenidium orientale
Selenidium orientale is een soort in de taxonomische indeling van de Myzozoa, een stam van microscopische parasitaire dieren. Het organisme komt uit het geslacht Selenidium en behoort tot de familie Selenidiidae. Selenidium orientale werd in 1953 ontdekt door Bogolepova.